# 九重栗南瓜
九重栗南瓜（くじゅうくりかぼちゃ）は、カネコ種苗が育成したセイヨウカボチャの品種。商標登録は「九重栗」。カネコ種苗からは、「くじゅうくりEX」、「九重栗イレブン」も発売されているが（2023年時点）、市販される際にはいずれも「九重栗」として扱われていることも多い。
皮が白い「白い九重栗」も販売されている。

## 概要
F1品種であり、2004年に「九重栗」が商標申請され、2005年に登録されている。

## 特徴
カネコ種苗では以下の特徴を挙げている。
- 果肉は濃黄色[1]。
- 果皮は濃緑色で光沢に優れる[1]。ちらし模様は無いが細かいストライプが入る[1]。
- 肉質は極めて粉質で、食味に優れる[1]。
- 果実の重さは1.8キログラムから2.0キログラム前後[1]。
- 果形はやや甲高のハート形[1][2][3][4]。

垂直方向の断面がハート型になるが、必ずしもハート型になるわけではない。

### 栽培の特徴
千葉県船橋市近郊では6月下旬から8月までが収穫時期となるが、一般的なカボチャ同様に収穫してから甘味が増すため、収穫後2週間から1か月ほど追熟させてから出荷される。

### 調理の特徴
- 加熱するとほくほくした食感になる[1]。
- 煮崩れしやすい[1]。
- 果皮が薄く、果肉が柔らかいためカットしやすい[5]。
- スライスしてソテー、天ぷらや揚げ物。蒸して潰してからパンプキンサラダなどにも向く[1]。

## その他
- 福島県浪江町では九重栗南瓜を名産品とすべく町をあげて生産してたが、東日本大震災で多くの町民が避難することになった[2]。
- 福島県浪江町津島では、九重栗をカボチャ餡にして用いたかぼちゃ饅頭が名物菓子である[6]。
- 笹の川酒造（福島県郡山市）では、浜通り産の九重栗のみを用いたカボチャ焼酎「黄色いハート」を醸造、販売している[3][4]。